# Préfontaines
Préfontaines je francouzská obec v departementu Loiret v regionu Centre-Val de Loire. V roce 2011 zde žilo 458 obyvatel.

## Vývoj počtu obyvatel
Počet obyvatel 